# Aqua (formație)
Aqua este o formație pop danezo-norvegiană, cunoscută mai ales pentru single-ul lor din 1997 "Barbie Girl". Grupul a fost format în 1989 și a obținut un mare succes în lumea întreagă la finele anilor 1990 și începutul anilor 2000. Ei au lansat trei albume de studio: Aquarium în 1997, Aquarius în 2000 și  Megalomania în 2011. Formația a vândut peste 33 de milioane de albume și single-uri, fiind cea mai de succes formație daneză din toate timpurile.

## Discografie
- Aquarium (1997)
- Aquarius (2000)
- Megalomania (2011)